# Arboretum Borotín
Toto arboretum se nachází v obci Borotín, která leží na Boskovicku v oblasti Malé Hané v okrese Blansko v Jihomoravském kraji.

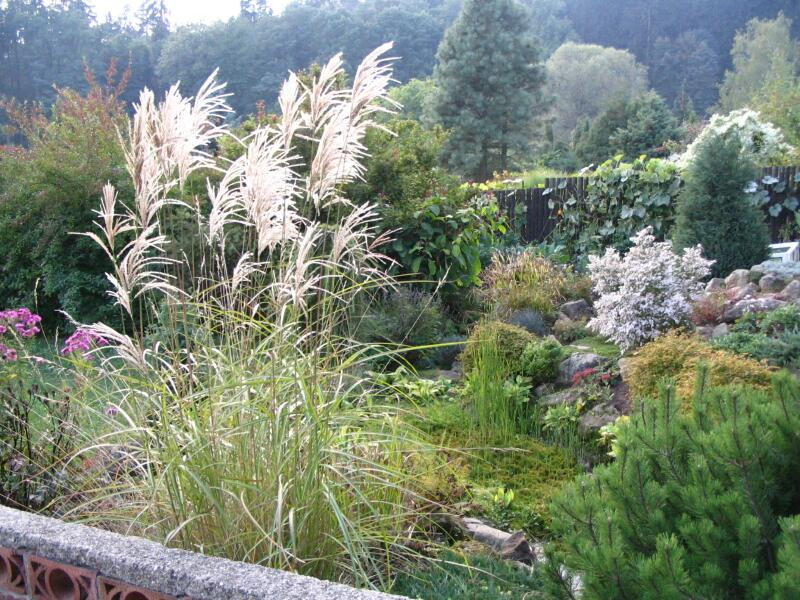
Podzim 2006 v arboretu.

## Historie arboreta
Na místě po přestárlém znárodněném sadu postupně vznikala v 80. letech 20. století matečnice rostlin v parkové úpravě. Zahradníci JZD zde vysázeli vzorkovnici rostlin, vybudovali ukázky zahrad, alpina s jezírky, pavilon se střešní zahradou, japonskou, čínskou zahradu apod., sloužící jako názorná ukázka okrasného materiálu a různých způsobů výsadby. Arboretum bylo v osmdesátých a devadesátých letech 20. století známým a zejména zahrádkáři hojně navštěvovaným areálem.
Po revoluci došlo k restituci. Nový majitel situaci nezvládl a arboretum opustil. To zůstalo delší dobu bez ošetření, bylo téměř zničeno.

## Současnost
V roce 2010 již bylo arboretum znovu z velké části rekonstruováno. K vidění jsou zde ukázky rodinných zahrádek, bonsaje, různé zajímavé dřeviny, rozsáhlé alpinum, bylinková expozice, japonská, čínská, anglická a holandská zahrada. Během výstavních akcí je otevřen pavilon (floristika dle ročního období a na různé téma).